# Composant commun
Selon le  glossaire ebXML, un composant commun (core component) est un terme générique qui couvre trois notions :
- Core component type (composant commun type),
- Aggregate information entity (composant commun agrégé),
- Basic information entity (composant commun élémentaire).

(la traduction en français est celle du RGI)
Les spécifications sur les Composants Communs sont définies dans le CCTS (Core Component Technical Specification), qui correspond à la norme ISO 15000-5 (5e partie de ebXML, qui est une norme de commerce électronique).
Dans le Référentiel Général d'Interopérabilité du programme d'administration électronique ADELE du Gouvernement français, un Composant Commun (Core Component - CC) est défini comme une brique servant à la création d’informations d’échange sémantiquement correctes et dotées d’une signification propre. Il ne contient que les items d’informations nécessaires à la description d’un concept spécifique.
Le concept de Core component est également étudié par le Dublin Core Metadata Initiative pour la spécification de profils d'application (Description Set Profile).

## Description générale
Le composant commun correspond à une information portant sur un concept économique du monde réel.
On l'appelle "commun" (core en anglais, qui ne se traduit pas par commun) parce qu'il intervient dans beaucoup de domaines différents d'échange d'informations économiques et industrielles.
Un composant commun peut être soit une information économique élémentaire (élément de donnée atomique), soit une famille d'informations économiques qui s'assemblent naturellement (agrégats d'éléments de données).
Exemples
- Composants communs élémentaires : code postal, nom, montant, etc.
- Composants communs agrégés : adresse, personne physique, etc.).

Les composants de base et les principes de construction de blocs réutilisables sont décrits dans le document CCTS.
Le composant commun appartient à la couche basse d'ebXML Business information (les deux autres couches étant business process, et partner discovery).
Les occurrences de composants communs peuvent être tirées de différentes bibliothèques :
- xCBL,
- cXML,
- Visa Inv

## Dans leRéférentiel Général d'Interopérabilitéd'ADELE

### Catégories de Composants Communs - Sémantique métier
Les Composants Communs sont des concepts retenus dans le volet interopérabilité sémantique du RGI du programme ADELE.
On distingue quatre catégories de Composants Communs :
- les Composants Communs Élémentaires,
- les Composants Communs Associatifs,
- les Composants Communs Types,
- et les Composants Communs Agrégés.

Les Composants Communs avec sémantique métier sont le Composant Commun Élémentaire, le Composant Commun Agrégé, et le Composant Commun Associatif.
Le Composant Commun Type n'a pas de sémantique métier.

### Utilisation de métadonnées
On notera dans les règles relatives aux Composants Communs dans ADELE :
- [C11] : La définition doit être conforme aux exigences de l’ISO 11179-4 Section 4.4 et fournira une signification explicite, qui devra être facile à traduire dans d’autres langues.
- [C73] : Les modèles sémantiques ainsi que les définitions de documents produits par l’application de Assembly et ContextRules doivent contenir les métadonnées relatives aux règles et au Contexte.

La norme ISO 11179 est la norme sur les registres de métadonnées, qui existe, comme le Dublin Core, depuis l'année 1995 environ.

### Langue
La langue préconisée est l'anglais, hormis pour les termes métier (règle C10).

## Sources
- Les composants communs sur le site de la DGME
- Les règles relatives aux Composants Communs sur le site de la DGME
- ebXML technical artchitecture